# Herby
Herby (così anche in tedesco) è un comune rurale polacco del distretto di Lubliniec, nel voivodato della Slesia.
Ricopre una superficie di 50,47 km² e nel 2004 contava 510.0nr._ki.er=abitanti.